# Mazury (gromada w powiecie kolbuszowskim)
Mazury – dawna gromada, czyli najmniejsza jednostka podziału terytorialnego Polskiej Rzeczypospolitej Ludowej w latach 1954–1972.
Gromady, z gromadzkimi radami narodowymi (GRN) jako organami władzy najniższego stopnia na wsi, funkcjonowały od reformy reorganizującej administrację wiejską przeprowadzonej jesienią 1954 do momentu ich zniesienia z dniem 1 stycznia 1973, tym samym wypierając organizację gminną w latach 1954–1972.
Gromadę Mazury z siedzibą GRN w Mazurach utworzono – jako jedną z 8759 gromad na obszarze Polski – w powiecie kolbuszowskim w woj. rzeszowskim na mocy uchwały nr 23/54 WRN w Rzeszowie z dnia 5 października 1954. W skład jednostki weszły obszary dotychczasowych gromad Mazury i Korczowiska (bez przysiółków Posuchy i Turka oraz obszaru 33 ha) ze zniesionej gminy Raniżów, ponadto przysiółek Zmysłów z dotychczasowej gromady Trzebuska oraz przysiółek Zalas z dotychczasowej gromady Turza ze zniesionej gminy Sokołów, w tymże powiecie. Dla gromady ustalono 15 członków gromadzkiej rady narodowej.
31 grudnia 1961 gromadę zniesiono, włączając jej obszar do gromady Raniżów w tymże powiecie.